# Adriano La Regina
Adriano La Regina (Napoli, 6 agosto 1937) è un archeologo ed etruscologo italiano, presidente dell'Istituto nazionale di archeologia e storia dell'arte, e soprintendente archeologo di Roma dal 1976 al 2004.

## Biografia
Nato a Napoli nel 1937, laureatosi in lettere all'Università degli Studi di Roma nel 1962, ha insegnato nelle università di Perugia (dal 1969 al 1974), di Padova (dal 1986) e del Molise (dal 2002). Dal 2004 è docente di Etruscologia e Antichità italiche alla Sapienza di Roma. Nel 2005 gli è stato conferito il prestigioso riconoscimento della medaglia d'oro ai benemeriti della cultura e dell'arte.
Dal 1976 al 2004 è stato soprintendente alle antichità di Roma, spiccando per le sue posizioni intransigenti verso numerosi progetti e lavori a favore della difesa del patrimonio storico romano (da cui il soprannome di "signor no").
È socio corrispondente dell'Accademia dei Lincei e della Pontificia accademia romana di archeologia.

## Pubblicazioni principali
- Le iscrizioni osche di Pietrabbondante e la questione di Bovianus Vetus, estratto da: "Rheinisches Museum fur Philologie, 109 (1966), n. 3", Frankfurt am Main: J. D. Sauerländer, 1966.
- Monumento funebre di un triumviro augustale al museo di Chieti, estratto da: "Studi miscellanei, 1966, n.10", Roma, De Luca, 1966.
- Cluviae e il territorio Carecino, estratto da: "Rendiconti della classe di scienze morali, storiche e filologiche, sr. 8, v. 22, 1967", Roma, Accademia nazionale dei Lincei, 1967.
- Ricerche sugli insediamenti vestini, estratto da: "Atti della Accademia nazionale dei Lincei. Classe di scienze morali, storiche e filologiche. Memorie, serie 8, vol. 13, 5 (1968)", Roma, Accademia Nazionale dei Lincei, 1968.
- Abruzzo, Molise, coautore Filippo Coarelli, Roma-Bari, Laterza, 1984.
- I sanniti, Milano, Libri Scheiwiller, 1989.
- Palazzo Massimo alle Terme, (a cura di), Milano, Electa, 1998.
- L'Arte dell'assedio di Apollodoro di Damasco, (a cura di), Milano, Electa, 1999.
- Roma : l'archeologia del Novecento e le nuove prospettive degli studi, Roma, Unione internazionale degli istituti di archeologia, storia e storia dell'arte in Roma, 1999.
- Sangue e arena, (a cura di), Catalogo della Mostra tenuta a Roma nel 2001-2002, Milano, Electa, 2001.
- Guida archeologica di Roma, (a cura di), Milano, Electa, 2004.
- La formazione vale un patrimonio. Beni culturali, saperi, occupazione, (a cura di A. La Regina e Pietro A. Valentino), Firenze, Giunti, 2007. ISBN 978-88-09-04430-2.
- Circhi e ippodromi. Le corse dei cavalli nel mondo antico, (a cura di), Roma, Cosmopoli, 2007.
- L'archeologia e il suo pubblico, (a cura di), Firenze-Milano, Giunti, 2009. ISBN 978-88-09-74381-6.